# 金宰煥
金 宰煥（キム・ジェファン、韓国語：김재환、1988年9月22日 - ）は、大韓民国・江原道束草市出身のプロ野球選手（外野手）。

## 経歴
2008年に斗山ベアーズから指名を受けて入団した。当時のポジションは捕手で、ルーキーイヤーはほとんど二軍暮らしだった。
2009年に兵役のため尚武野球団に入団した。翌年に除隊されると、ポジションを一塁手に変更した。
二軍で迎えた2010年5月7日の警察野球団戦ではサイクル安打を記録した。さらに同月27日のSKワイバーンズ二軍戦でもサイクル安打を記録。2024年現在、二軍戦で1シーズンに2回サイクル安打を達成したのは彼と文宣燁（元三星ライオンズ）の二人だけである。
2011年には尹晳敏との併用で30試合に出場し、プロ初本塁打も記録した。しかし、シーズン終了後に禁止薬物のテストステロンを不正に服用していたことが発覚し、翌2012年の開幕から公式戦10試合出場停止の処分を受けた。さらに処分を受けた時のインタビューで「封印が解除された。」（봉인이 해제됐어요）と言い放ち、激しい非難を受けた。
2012年は処分解除後、ロッテ・ジャイアンツ戦のプレーオフ第1戦目に出場。林載哲の代打で登場し、センターフライに倒れた。この年は打撃面で結果を残せず、わずか13試合の出場にとどまった。
2014年は捕手にポジションを変更したが、梁義智や崔在勳などの豊富な捕手陣からレギュラーを奪い取るには至らず、翌年に再び一塁手に戻った。
2015年に金泰亨が新たに監督に就任すると、シーズン開幕戦となるNCダイノス戦で林正鎬から逆転決勝本塁打を放ち、金泰亨の監督就任初試合を勝利で飾った。だが、オールスター戦後には調子を上げてきた呉在一の台頭によって出場機会が減少。同年オフに外野手にコンバートした。
2016年には鄭秀彬などとの外野手争いを制してレギュラー定着。シーズンを通じていずれもリーグ3位となる37本塁打、124打点を記録し、チーム初となる打率3割30本塁打100打点を達成した。また、外野手部門でゴールデングラブ賞も受賞した。
2017年は自身初となる全試合出場を果たした。打撃面では前年よりもさらに成績が上がり、いずれもリーグ3位となる35本塁打、115打点、110得点、81四球、出塁率4割2分9厘を挙げた。
2018年は44本塁打、133打点で本塁打王と打点王の個人タイトルを獲得。さらにジャカルタ・パレンバンアジア競技大会に野球韓国代表として出場し、主軸として韓国の3連覇に大きく貢献した。
2019年は上位打線として活躍し、プレミア12韓国代表に朴健祐とともに抜擢された。
2019 WBSCプレミア12ではスーパーラウンド対アメリカ合衆国戦で決勝3ランを放った。しかし大会通算では25打数4安打6打点1本塁打にとどまり、あまり活躍することはできなかった。
2019年シーズンオフにポスティングシステムによるMLB移籍を試みたが、入札に応じるMLB球団はなく時間切れとなり、斗山と再契約した。
2020年6月4日のKTウィズ戦では1回表に金珉から先制本塁打を放ち、史上48人目となる通算150本塁打を達成した。さらに9月24日の三星ライオンズ戦では8回裏1アウトランナー3塁から打席に入り、この日のチーム初安打となるセンター前タイムリーヒットを放つ。結果的にこの適時打が決勝点になり、KBO史上4回目となる1安打での勝利を決定づけた。なおこの試合では同僚の李昇眞がプロ初勝利、李映河がプロ初セーブを挙げている。
2021年も主力として活躍。この年は9月17日に通算700打点、同18日に6年連続100安打、同29日に6年連続200塁打、10月3日に通算600得点、同17日に通算1000安打、同29日に通算200本塁打など、記録ずくめのシーズンとなった。同年オフにFAを申請し、斗山と4年総額115億ウォンで再契約した。

## プレースタイル・人物
入団当時は守備難が目立ったが、外野手にコンバートされて以降はリーグ平均以上の堅実な守備を見せるようになった。強肩を生かした強くて正確な送球が持ち味。
打撃フォームはケン・グリフィー・ジュニアを参考にしている。そのため極端なアッパースイングであり、高めのボールが弱点である。
性格は短気である。

## 詳細情報

### 年度別打撃成績
| 年 度     | 球 団     | 試 合 | 打 席 | 打 数 | 得 点 | 安 打 | 二 塁 打 | 三 塁 打 | 本 塁 打 | 塁 打 | 打 点 | 盗 塁 | 盗 塁 死 | 犠 打 | 犠 飛 | 四 球 | 敬 遠 | 死 球 | 三 振 | 併 殺 打 | 打 率 | 出 塁 率 | 長 打 率 | O P S |
| --------- | --------- | ----- | ----- | ----- | ----- | ----- | -------- | -------- | -------- | ----- | ----- | ----- | -------- | ----- | ----- | ----- | ----- | ----- | ----- | -------- | ----- | -------- | -------- | ----- |
| 2008      | 斗山      | 14    | 21    | 21    | 0     | 3     | 0        | 0        | 0        | 3     | 0     | 0     | 1        | 0     | 0     | 0     | 0     | 0     | 6     | 0        | .143  | .143     | .143     | .286  |
| 2011      | 斗山      | 30    | 56    | 54    | 4     | 10    | 3        | 0        | 2        | 19    | 8     | 1     | 1        | 0     | 0     | 1     | 0     | 1     | 14    | 2        | .185  | .214     | .352     | .566  |
| 2012      | 斗山      | 13    | 43    | 39    | 7     | 5     | 1        | 0        | 1        | 9     | 1     | 0     | 0        | 0     | 0     | 4     | 0     | 0     | 9     | 0        | .128  | .209     | .231     | .440  |
| 2014      | 斗山      | 52    | 96    | 85    | 12    | 26    | 6        | 0        | 3        | 41    | 13    | 1     | 0        | 0     | 0     | 11    | 1     | 0     | 12    | 3        | .306  | .385     | .482     | .867  |
| 2015      | 斗山      | 48    | 180   | 153   | 24    | 36    | 8        | 0        | 7        | 65    | 22    | 4     | 1        | 1     | 2     | 22    | 1     | 2     | 39    | 6        | .235  | .335     | .425     | .760  |
| 2016      | 斗山      | 134   | 568   | 492   | 107   | 160   | 32       | 3        | 37       | 309   | 124   | 8     | 2        | 0     | 5     | 71    | 3     | 0     | 107   | 9        | .325  | .407     | .628     | 1.035 |
| 2017      | 斗山      | 144   | 636   | 544   | 110   | 185   | 34       | 2        | 35       | 328   | 115   | 4     | 1        | 0     | 4     | 81    | 10    | 7     | 123   | 8        | .340  | .429     | .603     | 1.032 |
| 2018      | 斗山      | 139   | 602   | 527   | 104   | 176   | 36       | 1        | 44       | 346   | 133   | 2     | 0        | 0     | 7     | 59    | 4     | 9     | 134   | 6        | .334  | .405     | .657     | 1.062 |
| 2019      | 斗山      | 136   | 574   | 495   | 76    | 140   | 20       | 5        | 15       | 215   | 91    | 3     | 1        | 0     | 11    | 63    | 5     | 5     | 113   | 7        | .283  | .362     | .434     | .796  |
| 2020      | 斗山      | 140   | 614   | 516   | 82    | 137   | 26       | 1        | 30       | 255   | 113   | 6     | 0        | 0     | 6     | 91    | 3     | 1     | 154   | 14       | .266  | .373     | .494     | .867  |
| 2021      | 斗山      | 137   | 566   | 475   | 86    | 130   | 23       | 2        | 27       | 238   | 102   | 2     | 3        | 0     | 5     | 81    | 3     | 5     | 127   | 9        | .274  | .382     | .501     | .883  |
| 2022      | 斗山      | 128   | 517   | 448   | 64    | 111   | 24       | 1        | 23       | 206   | 72    | 2     | 1        | 0     | 4     | 61    | 4     | 4     | 133   | 5        | .248  | .340     | .460     | .800  |
| 2023      | 斗山      | 132   | 484   | 405   | 40    | 89    | 15       | 0        | 10       | 134   | 46    | 3     | 1        | 0     | 2     | 72    | 4     | 5     | 100   | 8        | .220  | .343     | .331     | .674  |
| 2024      | 斗山      | 136   | 552   | 474   | 78    | 134   | 28       | 0        | 29       | 249   | 92    | 1     | 1        | 0     | 9     | 63    | 3     | 6     | 168   | 8        | .283  | .368     | .525     | .893  |
| KBO：14年 | KBO：14年 | 1383  | 5509  | 4728  | 794   | 1342  | 256      | 15       | 263      | 2417  | 932   | 37    | 13       | 1     | 55    | 680   | 41    | 45    | 1239  | 85       | .284  | .375     | .511     | .886  |

- 2024年度シーズン終了時
- 太字はリーグ最高

### 背番号
- 24 （2008年、2012年 - 2013年）
- 27 （2011年）
- 32 （2014年 - ）